# Comté d'Hiémois

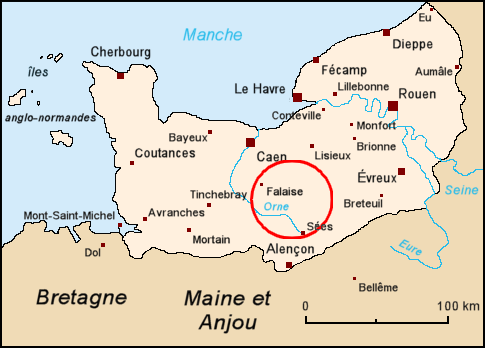
Carte de la Normandie historique du XIe siècle et localisation approximative du Hiémois.

Le comté d'Hiémois — ou pagus Oximensis en latin — est un comté médiéval normand, ayant pour capitale Exmes aujourd'hui dans le département de l'Orne.
Ses limites restent incertaines. Situé entre Caen et Alençon, entre les fleuves côtiers de l'Orne et de la Dives, il occupait une partie des départements actuels du Calvados et de l'Orne, et englobait les villes d'Argentan, de Falaise et de Sées.
L'ancien diocèse de Bayeux comportait, sur la rive droite de l'Orne, « l'archidiaconé d'Hiesmois » qui comprenait les doyennés de Troarn (43 paroisses), de Vaucelles (43 paroisses) et de Cinglais (47 paroisses).
Au sud, l'Hiémois était séparé du Maine par les mêmes limites qui ont existé, jusqu'à la Révolution, entre l'évêché de Sées et l'évêché du Mans.
La dénomination « Hiémois » n'est plus guère utilisée de nos jours.

## Le comté à l'époque carolingienne
Au haut Moyen Âge, l'Hiémois (dont le nom vient de sa capitale Uxuma, Exmes) est un pagus, c'est-à-dire une région placée sous le commandement d'un comte. On lui connaît quatre ou cinq subdivisions (centana) :
- la centena Noviacensis, autour de Neuvy-au-Houlme ;
- la centena Saginsis, autour de Sées et d'Exmes ;
- la centena Alancioninsis, autour d'Alençon ;
- la centena Corbonensis, autour de Corbon, dans le Perche, base du futur comté du Perche.

L'historien Lucien Musset pense qu'au IXe siècle, le comté d'Hiémois revêt une assez grande importance pour le roi carolingien puisqu'il joue probablement le rôle de marche face au royaume breton d'Erispoë et face aux Vikings débarqués sur la côte. Afin de resserrer l'encadrement administratif et militaire, certaines parties de l'Hiémois sont érigées en pagus entre 802 et 853 : la centena Saginsis et la centena Corbonensis.

## L'intégration au duché de Normandie
Lucien Musset estime que c'est en 924 que la région passe sous le contrôle de Rollon, premier duc de Normandie qui le partage en centenies et dixainies. Sous ses successeurs, l'Hiémois n'a plus la grande étendue qu'il avait à l'époque carolingienne (le Perche n'en fait plus partie), et il s'intercale entre les comtés de Mortain et d'Évreux.
Selon Guillaume de Jumièges, en 1026, le duc de Normandie Richard II confie sur son lit de mort le comté d'Hiémois à son deuxième fils Robert (le futur Robert le Magnifique). Celui-ci devient duc de Normandie à son tour en 1027 et donne l'Hiémois à un de ses plus proches compagnons, Roger Ier de Montgommery. Les chartes de l'époque révèlent toutefois que le nouveau titulaire n'a pas rang de comte, mais de vicomte. Un titre confirmé pour les successeurs de Roger : Turstin Goz (Turtain Gotz) (vers 1035-vers 1043), fils d'Anfroi le Dane II qui avait été rétabli à Exmes, Roger II de Montgommery, Robert II de Bellême (1107-1112). Toutefois, en 1089, le gouvernement en est brièvement remis à Gilbert de l'Aigle par Guillaume Ier de Warenne. Aux XIe et XIIe siècles, dépassée par les villes montantes d'Argentan et surtout de Falaise, Exmes n'est plus vraiment la capitale de la vicomté d'Hiémois.